# Johannes Justus Montijn (1819-1848)
Johannes Justus Montijn (Oudewater, 9 december 1819 − Rietveld, 8 augustus 1848) was een Nederlands burgemeester.

## Biografie
Montijn was een lid van het Nederland's Patriciaatsgeslacht Montijn en een zoon van burgemeester Adriaan Maarten Montijn (1792-1864) en Neeltje van der Stok (1788-1876); ook zijn broer Pieter Marie Montijn (1822-1911) was burgemeester. Hij trouwde in 1844 met Hendrina van der Quast (1823-1846) met wie hij twee kinderen kreeg. Van 1845 tot 1847 was hij kandidaat-notaris. In dat laatste jaar werd hij benoemd tot burgemeester en secretaris van Zegveld en Teckop. Hij bekleedde die ambten tot zijn overlijden.